# Campionato africano femminile di pallavolo 1987
Il III campionato africano femminile di pallavolo si è svolto nel 1987 a Rabat, in Marocco. Al torneo hanno partecipato 3 squadre nazionali africane e la vittoria finale è andata per la seconda volta consecutiva alla Tunisia.

## Squadre partecipanti
- Egitto
- Marocco
- Tunisia

## Classifica finale
| Classifica | Squadre |
| ---------- | ------- |
|            | Tunisia |
|            | Marocco |
|            | Egitto  |